# Lauren McQueen
Lauren McQueen, född 12 juli 1996 i Liverpool, är en brittisk skådespelare.
McQueen har bland annat medverkat i TV-serierna Hollyoaks (2016-2019) och Masters of the Air med planerad premiär 2023. Han har även medverkat i filmen The Wasting från 2017.

## Filmografi (i urval)
- 2016-2019: Hollyoaks
- 2017: The Wasting
- 2023: Masters of the Air